# 沃利什瓦拉鄉
46°03′00″N 22°50′00″E / 46.05°N 22.8333°E
沃利什瓦拉鄉（羅馬尼亞語：Comuna Vălișoara, Hunedoara），是羅馬尼亞的鄉份，位於該國西部，由胡內多阿拉縣負責管轄，面積34平方公里，海拔高度435米，2007年人口1,351，人口密度每平方公里40人。